# Тонтери, Роопе
Ро́опе То́нтери (фин. Roope Tonteri; 18 марта 1992, Валкеала, Финляндия) - финский сноубордист, выступающий в дисциплинах биг-эйр, слоупстайл и хафпайп.
- Двукратный чемпион мира 2013 года (слоупстайл и биг-эйр);
- Двукратный серебряный призёр этапов Кубка мира.

## Спортивная карьера

### Места в Кубке мира
- 2007/2008 - 109 место
- 2008/2009 - 191 место
- 2009/2010 - 64 место
- 2010/2011 - 120 место
- 2011/2012 - 122 место

## Призовые места на этапах Кубка мира
| #  | Дата           | Место        | Вид        |
| -- | -------------- | ------------ | ---------- |
| 1. | 9 февраля 2008 | Москва       | Биг-эйр    |
| 2. | 11 января 2013 | Купер Маутин | Слоупстайл |